# Gare de Langfang
La gare de Langfang est une gare ferroviaire chinoise de la LGV Pékin - Shanghai, située à proximité du centre-ville de Langfang, dans la province de Hebei.
La première gare est ouverte en 1897, la principale gare actuelle est mise en service en 2011, elle est desservie par des trains à grande vitesse. Située à quelques mètres, l'ancienne gare renommée « Langfang-Nord » est desservie par les trains classiques.

## Situation ferroviaire
Établie à 15 mètres d'altitude, la gare de Langfang est située au point kilométrique (PK) 59,500 de la LGV Pékin - Shanghai, entre les gares de Pékin-Sud et de Tianjin-Sud.

## Histoire
La première gare de Langfang est mise en service en 1897, lors de l'ouverture du chemin de fer de Pékin à Tianjin.
L'ancienne gare qui est desservie par des trains classiques est renommée langfang-Nord lors de la mise en service en juillet 2011 de la nouvelle gare, située au sud des voies de la nouvelle ligne pour les trains à grande vitesse entre Pékin et Shanghai. 